# سيس باكر
سيس باكر (بالهولندية: Cees Bakker)‏ هو حكم كرة قدم هولندي، ولد في 17 مارس 1945.